# Leyendas sobre el origen del Imperio inca
Hasta la actualidad únicamente se han preservado, por vía de tradición oral, dos mitos o leyendas sobre los orígenes de los incas: El mito de los hermanos Ayar y la Leyenda de Manco Cápac y de Mama Ocllo.

## Los Hermanos Ayar

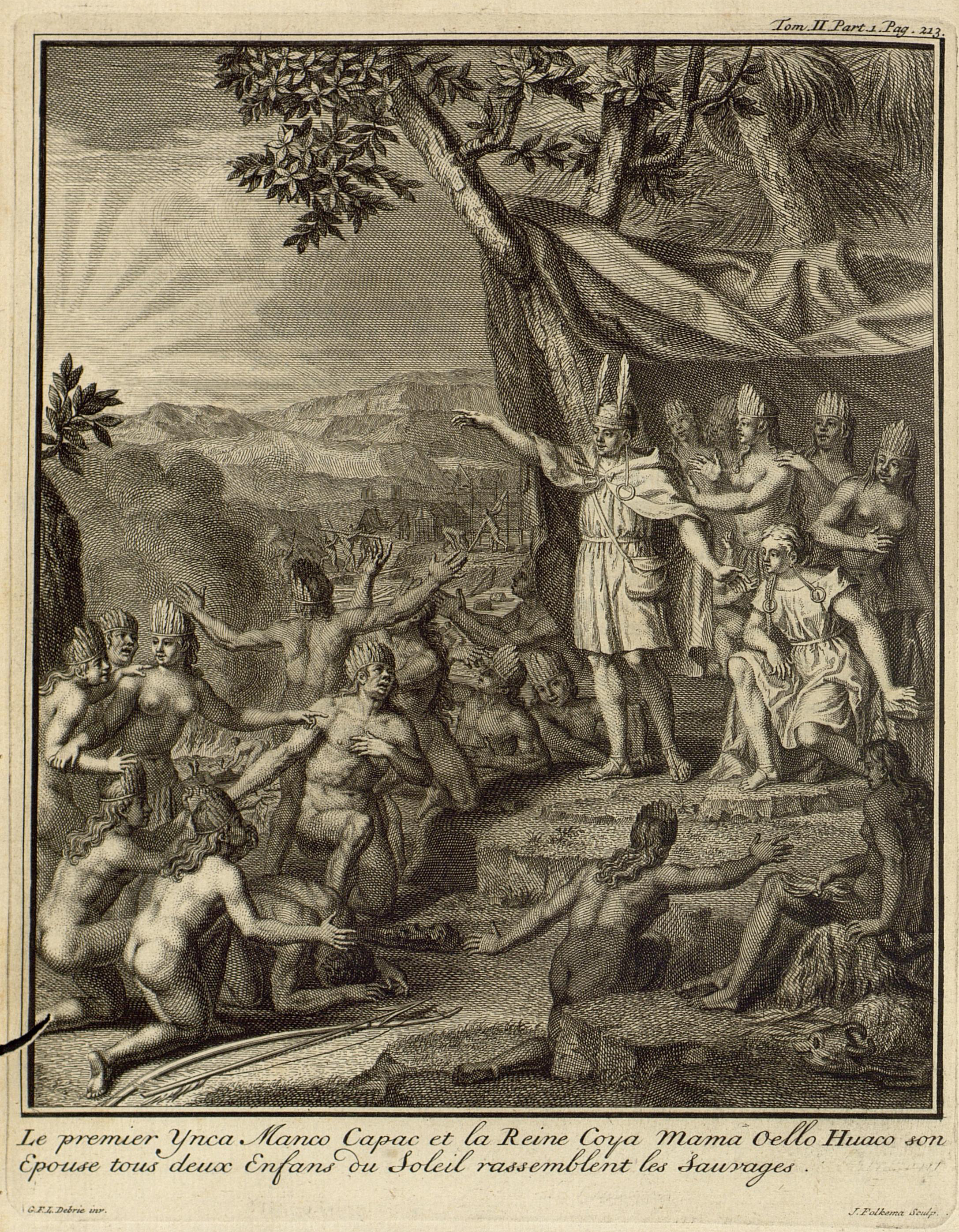
El primer Ynca Manco Cápac y la Reina Coya Mama Ocllo Huaco su Esposo ambos Hijos del Sol juntan los salvajes, ilustración de 1752, extraída del Voyage dans l'Amérique Méridionale.

Los cronistas españoles que, inmediatamente después de la conquista, interrogaron a los incas sobre sus orígenes han recogido numerosos relatos sobre la historia de la etnia dominante. La leyenda más difundida, a juicio de todos los escritores ibéricos de la época, fue la referida a los hermanos Ayar y sus esposas-hermanas. Casi todos los autores han transcrito estos relatos con más o menos detalle, pero sólo uno ha dejado un relato completo y exhaustivo. Se trata de Juan de Betanzos, conocedor del quechua e intérprete de Francisco Pizarro. Además de ser el esposo de la ñusta inca, Cuxirimay Ocllo, ligada al linaje de los Hatun Ayllu.
A través de su obra Suma y narración de los Incas publicada en 1551, nos narra esta historia (Capítulos III, IV y V): 

«Antes de los incas, el Cuzco era un pueblo con 30 casas habitadas por 30 ayllus, cuyo «señor y cacique de este pueblo se decía Alcaviza». Lo demás eran ciénagas. A 7 leguas de este pueblo esta el cerro Tambotoco con 3 cuevas. De una de ellas, Paccaritambo (Casa de la Producción, Posada del Amanecer o Casa del Escondrijo), salieron cuatro parejas de hermanos y sus tribus: Ayar Cachi y Mama Huaco, Ayar Uchu y Mama Ipacura o Cura, Ayar Auca y Mama Raua y Ayar Manco y Mama Ocllo. A la espalda del cerro Huanacaure (a legua y media del Cuzco), sembraron papa; desde la cumbre del Huanacaure, Ayar Cachi con su honda, disparó una piedra contra un cerro y lo convirtió en quebrada, después hizo lo mismo con tres cerros más, completando los 4 puntos cardinales. Sus hermanos vieron su fuerza y desconfiando de él «lo enviaron a traer objetos de oro de Pacaritambo y lo encerraron». Luego de deshacerse de Ayar Cachi, vivieron un año en Huanacaure. Mama Huaco, pasó a ser otra «esposa de Ayar Manco». Luego del año, convinieron en que el sitio no les convenía y pasaron a media legua más hacia el Cuzco, en otra quebrada en donde permanecieron otro año, desde el cerro denominado Matagua, miraban el valle del Cuzco y a los pobladores y súbditos de Alcaviza. Como les parecía un buen sitio, acordaron conquistarlo y poblarlo. Acordaron además, que uno de ellos tenía que quedarse en Huanacaure, convertirse en ídolo, para interceder ante el «sol, su padre, para que los guardase y aumentase y diere hijos, y los enviase buenos temporales». «Ayar Uchu mostró alas grandes» y se ofreció. Regresaron al cerro Huanacaure y Ayar Uchu voló. «Luego de estar en los cielos, regresó Ayar Uchu y le dijo a Ayar Manco, que se renombrase Manco Cápac, porque así lo mandaba el Sol y que fuera al lugar que habían visto que los pobladores los recibirían bien y que poblase allí; que le daba a su mujer Mama Cura para que le sirviese y que llevase consigo a Ayar Auca». Dicho esto, Ayar Uchu «tornóse en piedra con alas».
Manco Cápac, Ayar Auca y las cuatro mujeres y sus ayllus, fueron al Cuzco a ver a Alcaviza. Antes de entrar a sus tierras, en un poblado cercano llamado Acamama, Mama Huaco golpeó a un indio con «un haybinto (boleadora) y matóle y abrióle de pronto y sacóle los bofes y el corazón, y a la vista de los demás del pueblo hinchó los bofes soplándoles…». Los indios temerosos, huyeron al valle de los Guallas. De ahí pasaron al Cuzco, en donde hablaron con Alcaviza, quien los aceptó.
Hicieron su casa, en donde «está ubicado el convento de Santo Domingo», para «los dos y las cuatro mujeres». Con semillas que «trajeron de Pacaritambo», se dedicaron a sembrar maíz. A los dos años, murió Ayar Auca, quien no tuvo hijos.
Manco Cápac y Mama Ocllo, tuvieron un solo hijo Sinchi Roca. Cuando este príncipe tenía 15 o 16 años, murió Manco Cápac. Cinco años más tarde, murió Alcaviza. Cuando Sinchi Roca tenía 20 años, se casó con Mama Coca, «hija de un cacique Señor de un pueblo que está una legua del Cuzco, que llama Zañu, en la cual señora hubo Sinchi Roca un hijo llamado Lloque Yupanqui».

### Principales variantes
La mayoría de los relatos de este mito ancestral no prevén diferencias sustanciales salvo los nombres de los protagonistas que en ocasiones han sido escritos con ligeras diferencias.
- Bernabé Cobo en su Historia del Nuevo Mundo menciona varias versiones que difieren, sobre todo, en el modo del fin prematuro de los tres hermanos de Manco, pero confirma sustancialmente la versión de Betanzos.
- Pedro Sarmiento de Gamboa en su Historia Indica examina brevemente el mito al comienzo de su obra y está de acuerdo con Betanzos, excepto en el final de Ayar Auca que cree que se habría producido por muerte natural.
- Martín de Murúa en su Historia general del Perú narra la leyenda de los Ayar de manera que se conforma a la de Sarmiento con la única diferencia de atribuir los hechos de Ayar Cachi a Ayar Auca y viceversa.
- Pedro Cieza de León también examina el mito de los Ayar en su obra El Señorío de los Incas. Según este autor, los hermanos eran solo tres y Ayar Cachi luego de ser encarcelado en la cueva de Paccaritambo reaparecería a sus asesinos con alas de colores. Ante su asombro y el temor de una posible venganza, los habría tranquilizado asegurándoles que lo había enviado el Sol para vaticinarles un destino radiante. Por otra parte, habría pedido que se instituyera en su honor el rito de iniciación del joven Inca (warachikuy). Más tarde, él y Ayar Uchu se convertirían en piedra y se convertirían en el ídolo de Huanacauri, la huaca más adorada del Imperio Inca.
- Juan de Santa Cruz Pachacuti Yamqui Salcamaygua es un cronista de origen indígena que relata el mito en cuestión en su obra Relación de las antigüedades deste Reino del Perú. Su relato parece menos articulado que el de Betanzos, sin embargo recorre sustancialmente los escenarios principales con la salvedad de atribuir el fin de dos de los hermanos a la huaca del pueblo de Sañuc contra la que el propio Manco habría luchado en vano.
- Una excepción importante está en cambio en los informes dados por los ancianos indígenas, expertos en quipu con motivo de la redacción de las Informaciones a Vaca de Castro. Según estos sabios, los hermanos Ayar no fueron creados por Viracocha, sino por Inti, el dios Sol que, con sus rayos, habría fecundado la tierra dentro de la mítica cueva.
- Cristóbal de Molina en su Relación de las fábulas y ritos de los Incas ofrece una versión que podría conciliar las teorías opuestas. Según él, Viracocha, después de haber formado el Sol, la Luna y las Estrellas, antes de iniciar el movimiento celeste habría creado también la generación de los Incas, o los hermanos Ayar. Estos habrían salido por la ventana de Tambutoco justo cuando el Sol comenzaba a brillar en el cielo y por ello habrían sido identificados como los hijos de la estrella luminosa.

## Manco Cápac y Mama Ocllo

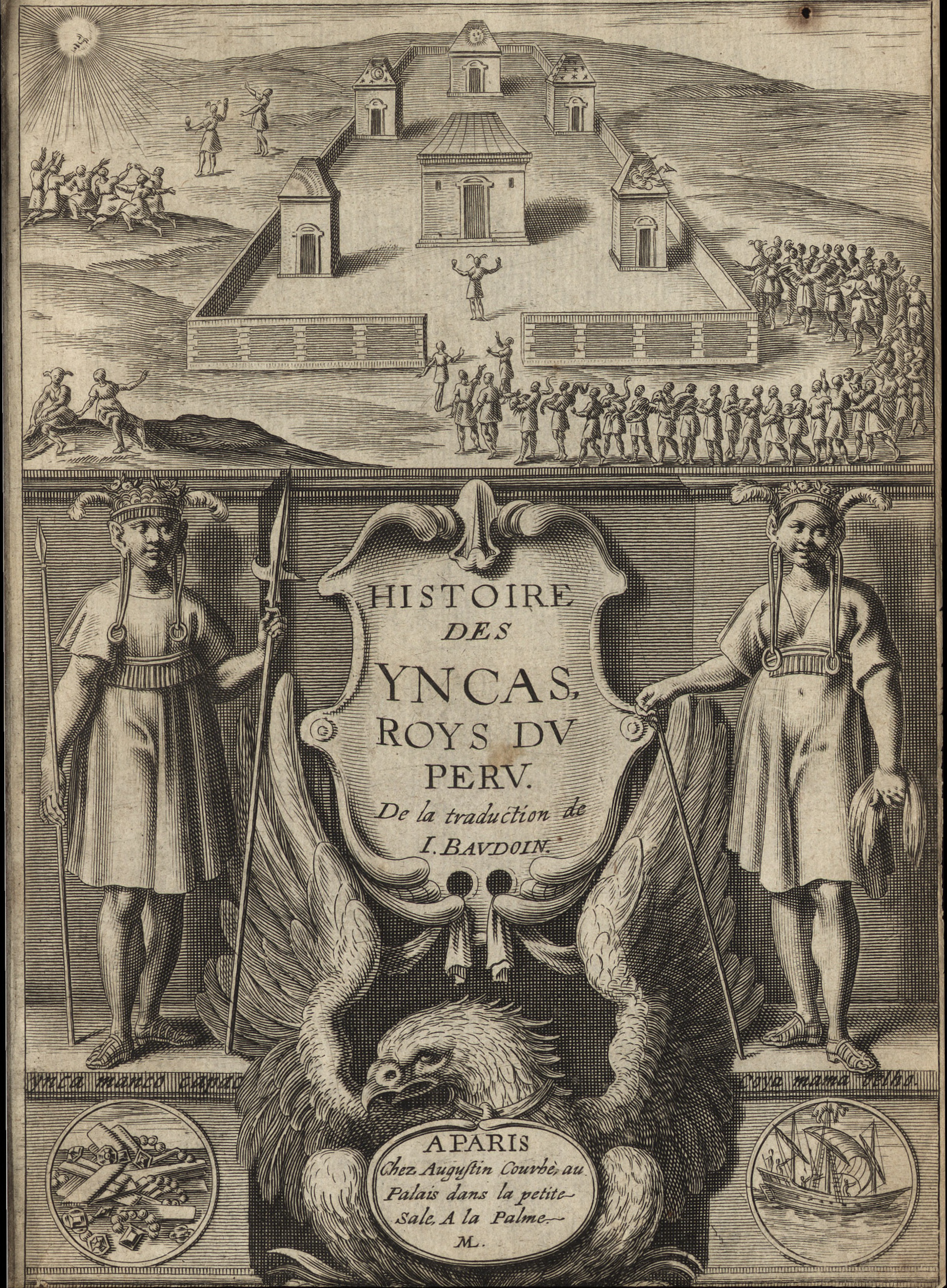
Retratos de Manco Cápac y Mama Ocllo. Portada de la primera edición en francés (1633) de los Comentarios reales de los incas, bajo el título: Historia de los Incas, reyes del Perú.

Esta leyenda la dio a conocer el cronista mestizo Inca Garcilaso de la Vega, hijo del capitán español Sebastián Garcilaso de la Vega y de la ñusta Isabel Chimpu Ocllo, nieta de Túpac Yupanqui. Por boca de su anciano tío, quien fue el que más información le proporcionó, relata Garcilaso esta leyenda:

«Nuestro padre el Sol, viendo los hombres en el estado en que estaban, se apiadó y tuvo lástima de ellos y envió del cielo a la tierra un hijo Manco Capac y una hija Mama Ocllo para civilizar a los pobladores. Con esta orden y mandato puso nuestro padre el sol estos hijos suyos en el lago Titicaca que está a 80 leguas de aquí. Y les dijo que fuecen por donde quisiesen y, donde quiera que parasen a comer o a dormir, procuren hundir en el suelo una varilla de oro que les dio para señal y muestra: Que donde aquella barra se les hundiese con sólo un golpe, allí quería el sol nuestro padre que parasen e hiciesen su asiento y corte…
Ellos salieron del Titicaca y caminaron al septentrión. Y por todo el camino, doquiera que paraban, tentaban hincar la barra de oro y nunca se les hundió. Así, entraron en una venta o dormitorio pequeño, que está siete u ocho leguas al mediodía de esta ciudad, que hoy llaman Pacárec Tampu… Es uno de los pueblos que este príncipe mandó poblar después y sus moradores se jactan hoy grandemente del nombre, porque lo impuso nuestro Inca.
De allí llegaron Manco Capac y Mama Ocllo, nuestra reina, a este valle del Cuzco, que entonces todo él estaba hecho montaña brava. La primera parada que en este valle hicieron fue en el cerro llamado Huanacauri, al mediodía de esta ciudad. Allí procuró hundir en tierra la barra de oro, la cual con mucha facilidad se les hundió al primer golpe que dieron en ella, que no la vieron más. Entonces dijo nuestro Inca a su hermana y mujer: En este valle manda nuestro padre el sol que paremos y hagamos nuestro asiento y morada para cumplir su voluntad…
Del cerro Huanacauri salieron nuestros primeros reyes, cada uno por su parte, a convocar las gentes… El príncipe fue al norte y la princesa al sur. A todos los hombres y mujeres que hallaban por aquellos breñales, les hablaban y decían que su padre el sol los había enviado del cielo para que fuesen maestros y bienhechores de los moradores de toda aquella tierra sacándoles de la vida ferina que tenían y mostrándoles a vivir como hombres…
Los cuales, viendo aquellas dos personas vestidas y adornadas con los ornamentos que nuestro padre el sol les había dado y las orejas horatadas y tan abiertas como sus descendientes las traemos…, maravillados por una parte de lo que veían, y por otra aficionados de las promesas que les hacían, les dieron entero crédito a todo lo que dijeron. Y los adoraron y reverenciaron como a hijos del sol y obedecieron como a reyes.
Nuestros príncipes, viendo la mucha gente que se allegaba, dieron orden que unos se ocupasen de proveer de su comida campestre para todos, para que el hambre no los volviese a derramar por los montes.
Mandó que otros trabajasen en hacer chozas y casas, dando el Inca la traza como las habían de hacer. De esta manera se principió a poblar esta nuestra imperial ciudad, dividida en dos medios que llamaron Hanan Cuzco (parte alta) y Hurin Cuzco (parte baja).
Los que trajo el rey quiso que poblasen a Hanan Cuzco, y por eso le llamaron «el alto». Y los que convocó la reina, que poblasen a Hurin Cuzco, y por eso le llamaron «el bajo»… y mandó que entre ellos hubiese una sola diferencia y reconocimiento de superioridad: que los del Cuzco alto fueses respetados y tenidos como primogénitos hermanos mayores y los del bajo como hijos segundos, Y, en suma, fuesen como el brazo derecho y el izquierdo en cualquier preeminencia de lugar y oficio por haber sido los del alto atraídos por el varón y los del bajo por la mujer.
A semejanza de esto hubo después esta misma división en todos los pueblos grandes o chicos de nuestro Imperio Inca, que los dividieron por barrios o por linajes diciendo Hanan ayllu y Hurin ayllu, que es el linaje alto y el bajo, Hanan suyu y Hurin suyu, que es el distrito alto y el bajo…»

Las biografías de Betanzos y de Garcilaso, estaban ligadas a las más importantes panacas imperiales, el primero a la de Hatun Ayllu, linaje de Pachacútec y Atahualpa; y, Garcilaso, a la dinastía de Cápac Ayllu, de Túpac Yupanqui y Huáscar. Ello nos hace notar una visión muy particular de cada ayllu sobre el origen del imperio. Podría decirse que el Mito de los hermanos Ayar, es la visión de la creación del Imperio de los Hatun Ayllu; y, la Leyenda de Manco Cápac y Mama Ocllo, la visión de la creación del Imperio de los Cápac Ayllu.